# Ādaži

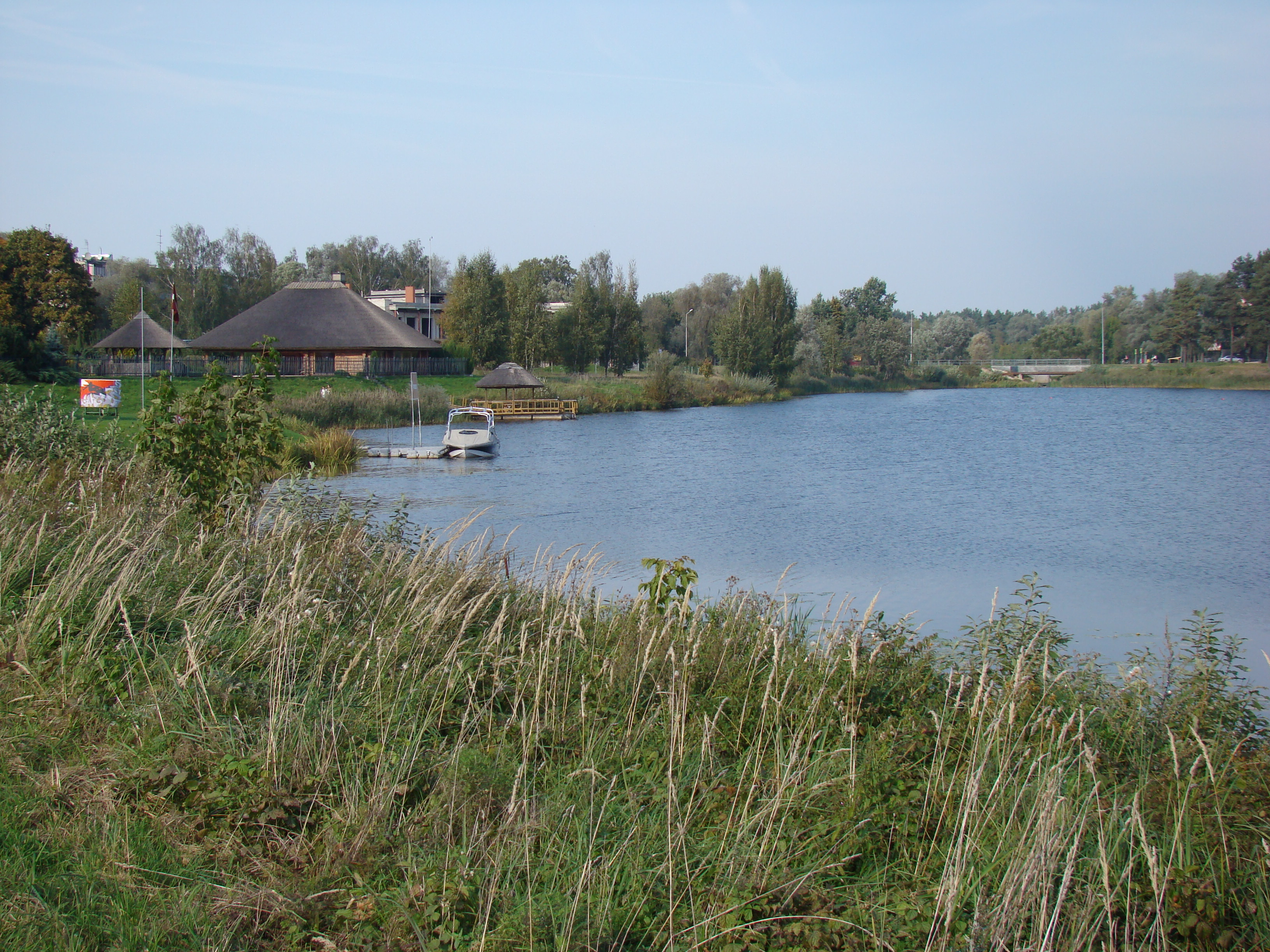
Una veduta del fiume Gauja

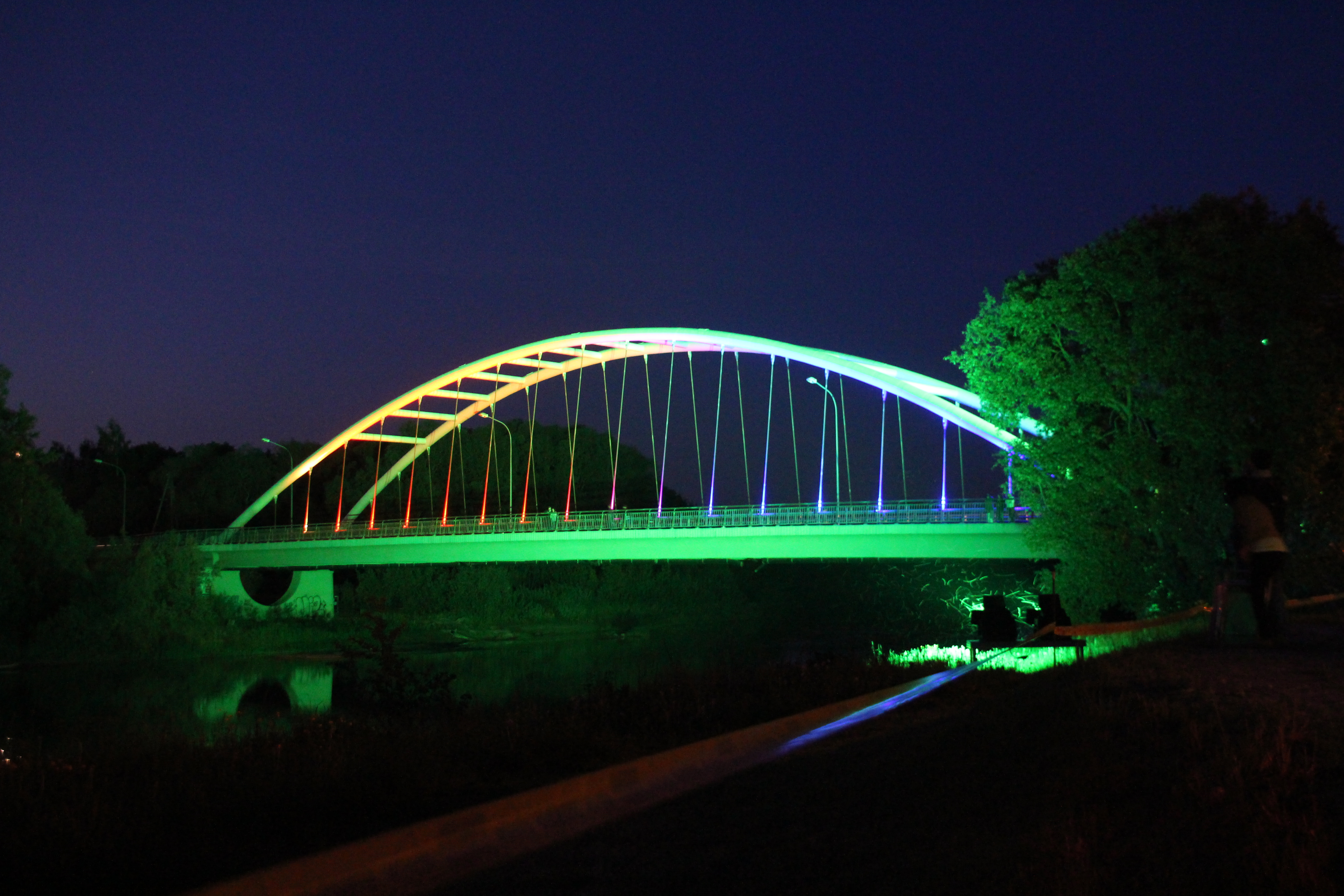
Il ponte sul fiume Gauja

Ādaži è un comune della Lettonia di 6.734 abitanti (dati 2017).